# Бішарі
Бішарі, Бшарі, Бшаррі (араб. بشري, Bischarrī) — місто в Лівані, мухафаза Північний Ліван. Розташоване на висоті 1400 метрів над рівнем моря (за іншими даними — 1650 метрів). Кількість жителів — близько 20 000 осіб. Місто відоме як батьківщина Джебрана Халіля Джебрана. Туристичний, гірськолижний центр.

## Історія
Історія міста почалася в античний час з фінікійського селища, у 7 столітті тут оселилися мароніти, які втікали від переслідувань і сподобали собі цю важкодоступну, гірську місцевість. Розташована в місті Ваді Кадіша є духовним центром маронітської церкви. Під час хрестових походів місто було відоме під назвою Буїссера. Аж до XIX століття тут говорили арамейською мовою, тож тут виробився дуже своєрідний місцевий акцент жителів. Під час громадянської війни в Лівані місто було осередком християн, що боролися про ти ісламістів та лівих сил.
У місті знаходиться могила та музей лівансько-американського письменника, художника і філософа Халіля Джебрана. Бішарі висунуто урядом Лівану як кандидатуру на Зимові Олімпійські Ігри 2018 року.

## Уродженці міста
- Антон Бутрос Арида (1863–1955) — архієпископ і патріарх Антіохії.
- Халіль Джебран (1883–1931), лівансько-американський письменник, художник і філософ.